# Wijde Ee (Grouw)
De Wijde Ee (Fries en officieel: Wide Ie) is een meer in de gemeente Leeuwarden in de provincie Friesland (Nederland) bij Grouw.

## Beschrijving
De Wijde Ee is 2,4 kilometer lang. In het westen gaat de Wijde Ee over in de Peanster Ee (Peanster Ie) en aan in het noordoosten in de Sitebuurster Ee (Sitebuorster Ie). De Janssloot (Janssleat) naar de Modderige Bol bij Goëngahuizen mondt uit in de Wijde Ee. Ten zuiden van de Wijde Ee liggen de plaatsen Pean en Goëngahuizen en ten oosten Gotum en Grouw. Ten noorden van de Wijde Ee grenst het meer aan De Burd.
In de Wijde Ee ligt het eiland Aegehoek. Per 1 januari 2014 zal het meer deel uitmaken van de gemeente Leeuwarden.

## Vaarverbindingen
Door de Wijde Ee lopen de volgende vaarverbindingen:
- Noordwaarts via de Peanster Ee, Tijnje en Pikmeer naar het Prinses Margrietkanaal bij Grouw.
- Oostwaarts via de Sitebuurster Ee, Kromme Ee, Grietmansrak en Drachtster Wijde Ee, Monnike Ee richting Drachten.
- Zuidwaarts via de Peanster Ee, Graft, Birstumerrak en Zijlroede naar de Boorne in Nes.

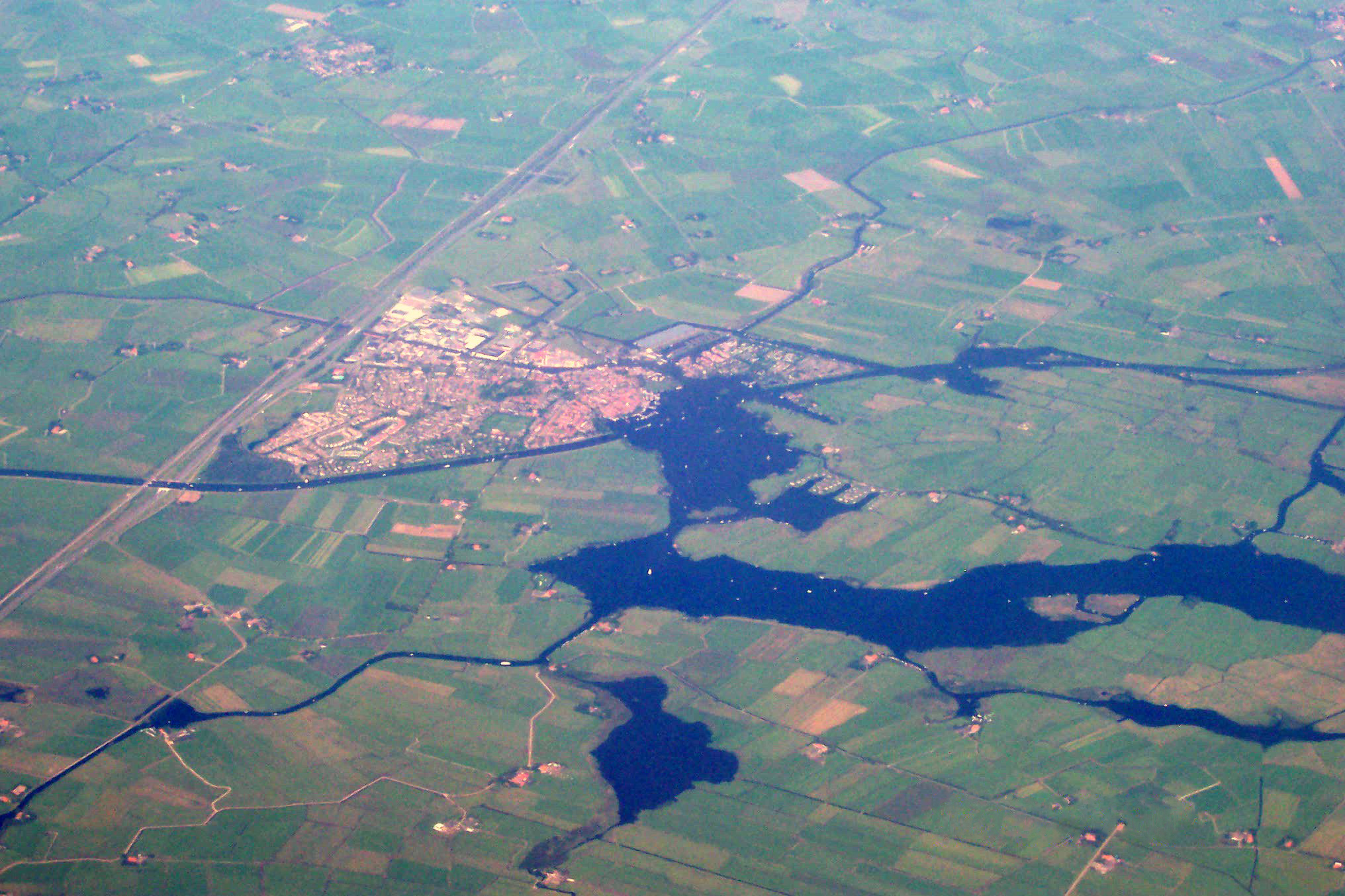
De Wijde Ee ten zuidwesten van Grouw